# Голяньский, Павел
Па́вел Голя́ньский (пол. Paweł Golański; 12 октября 1982, Лодзь, Польша) — польский футболист, защитник.

## Карьера

### Клубная
В июле 2007 года он подписал трёхлетний контракт с клубом «Стяуа» из Бухареста, стоимость трансфера составила около 1 миллиона евро.

### В сборной

#### Голы за сборную
| №  | Дата           | Место                                                      | Соперник | Счёт | Итог | Турнир            |
| -- | -------------- | ---------------------------------------------------------- | -------- | ---- | ---- | ----------------- |
| 1. | 3 февраля 2007 | Эстадио Мунисипаль де Шапин, Херес-де-ла-Фронтера, Испания | Эстония  | 4:0  | 4:0  | Товарищеский матч |

## Достижения
- Обладатель Суперкубка Румынии (1): 2015
- Чемпион Европы (до 18) (1): 2001